# Amtsgericht Lingen

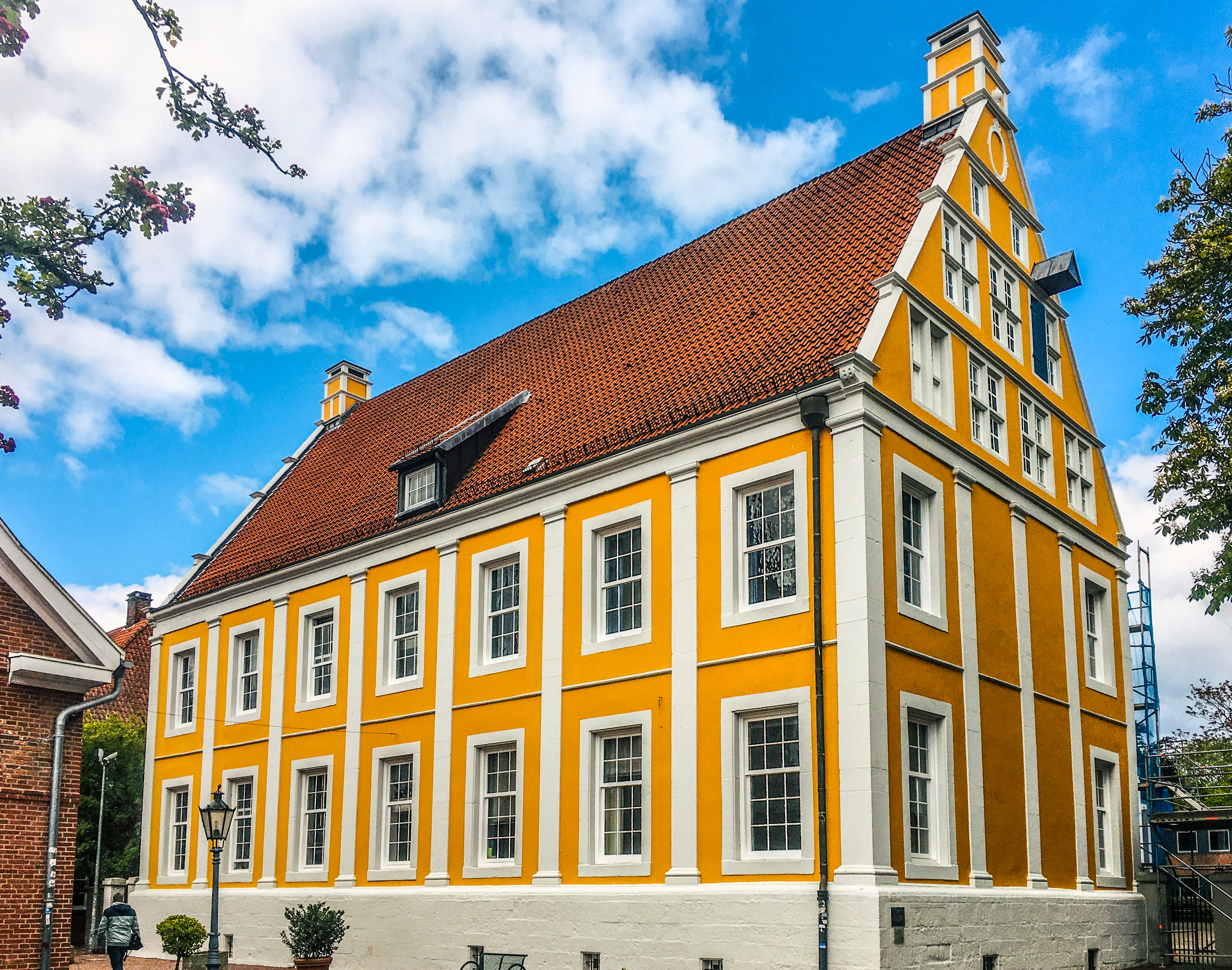
Palais Danckelmann, Sitz des Amtsgerichtes Lingen

Das Amtsgericht Lingen  ist ein Gericht der ordentlichen Gerichtsbarkeit und eines von sieben Amtsgerichten im Bezirk des Landgerichts Osnabrück.
Sitz des Gerichts ist Lingen (Ems) in Niedersachsen.
Das Gericht ist im in den 1640er Jahren errichteten Palais Danckelmann untergebracht.
Dem Amtsgericht Lingen ist das Landgericht Osnabrück übergeordnet. Zuständiges Oberlandesgericht ist das Oberlandesgericht Oldenburg.

## Geschichte
Nach der Revolution von 1848 wurde im Königreich Hannover die Rechtsprechung von der Verwaltung getrennt und die Patrimonialgerichtsbarkeit abgeschafft.
Das Amtsgericht wurde daraufhin mit der Verordnung vom 7. August 1852 die Bildung der Amtsgerichte und unteren Verwaltungsbehörden betreffend als königlich hannoversches Amtsgericht gegründet.
Es umfasste das Amt Lingen und Stadt Lingen.
Das Amtsgericht war dem Obergericht Meppen untergeordnet. Mit der Annexion Hannovers durch Preußen wurde es zu einem preußischen Amtsgericht in der Provinz Hannover.
Mit dem Inkrafttreten des deutschen Gerichtsverfassungsgesetzes am 1. Oktober 1879 wurden reichsweit einheitlich Amts-, Land- und Oberlandesgerichte geschaffen. Das Amtsgericht Lingen blieb bestehe und war nun dem Landgericht Osnabrück nachgeordnet.
Sein Gerichtsbezirk umfasste nun aus dem Landkreis Lingen den Stadtbezirk Lingen und das Amt Lingen. Am Gericht bestanden 1880 zwei Richterstellen. Das Amtsgericht war damit ein mittelgroßes Amtsgericht im Landgerichtsbezirk. Gerichtstage wurden in Emsbüren gehalten.
Mit Wirkung vom 1. Dezember 1971 wurde das Amtsgericht Freren gemäß Gesetz des Niedersächsischen Landtags von 1966 aufgelöst. Der Amtsgerichtsbezirk kam zum Amtsgericht Lingen.

## Richter
- Friedrich Georg Schrader, Oberamtsrichter